# Emmanuel Meirieu
Pour les articles homonymes, voir Meirieu.
Emmanuel Meirieu, né le 27 juin 1976 a Versailles, en France, est un acteur et metteur en scène au théâtre et à la télévision. Il est également designer.

## Biographie
Il est le fils du professeur de sciences de l'éducation Philippe Meirieu. Il a fondé, en 1997, avec Géraldine Mercier, la compagnie Bloc Opératoire.

## Théâtre
- 1999 : Les Sept Lames de Barbe Bleue, Théâtre de la Croix-Rousse
- 2000 : Alice au pays des horreurs, Théâtre de la Croix-Rousse
- 2000 : La Petite Fille au chalumeau, Théâtre de la Croix-Rousse
- 2000 : Peter Pan !, Théâtre de la Croix-Rousse
- 2000 : A Gun for Electre d'après Sophocle, Théâtre de la Croix-Rousse
- 2002 : Médée, Wanted Dead or Alive, Les Subsistances[2]
- 2002 : Othello de William Shakespeare, Théâtre de la Croix-Rousse
- 2004 : Mojo (Baby King) de Jez Butterworth, Théâtre de l'Élysée[3]
- 2005 : The Night Heron de Jez Butterworth, Théâtre de la Croix-Rousse[4]
- 2006 : The Winterling de Jez Butterworth, Théâtre de la Croix-Rousse[5]
- 2008 : American Buffalo de David Mamet, Théâtre des Célestins[6]
- 2010 : De beaux lendemains d'après le roman de Russell Banks, Nuits de Fourvière[7],[8]
- 2010 : À tombeau ouvert, avec Nicolas Gabion, adaptation depuis le roman de Joe Connely, mise en scène, Vedettes secrètes de Lyon[9],[10]
- 2013 : Mon traître d'après le roman de Sorj Chalandon, Théâtre Vidy-Lausanne
- 2015 : Birdy d'après le roman de William Wharton, La Criée
- 2018 : Les Naufragés d’après Le livre de Patrick Declerck, La Halle Debourg (Lyon)
- 2019 : La Fin de l'homme rouge d'après l'essai de Svetlana Aleksievitch, Théâtre Les Gémeaux - Scène nationale[11],[12]

### Présentation
- Janvier 2005, tournée Baby King/Mojo au Théâtre de l'Élysée à Lyon
- Novembre 2004, tournée Ressusciter les morts au théâtre de Vénissieux, scène conventionnée
- Avril-mai 2004, création Baby King/Mojo au Théâtre de l'Élysée à Lyon, production Bloc Opératoire/l'Élysée/Ville de Lyon/DRAC Rhône-Alpes/Région Rhône-Alpes ; Baby King d'après Mojo de Jez Butterworth, traduction : John Paul Jones, adaptation : Karine Halpern
- Février 2004, tournée Othello au T.J.A. Centre dramatique national à Lyon (hors programmation)
- Janvier 2004, tournée Ressusciter les morts au Théâtre de l'Élysée à Lyon
- Novembre 2003, tournée Othello au théâtre municipal de Roanne ; tournée Ressusciter les morts au théâtre Jean-Marais de Saint-Fons
- Avril 2003, création Ressusciter les morts d'après le roman autobiographique de l'Américain Joe Connelly au Théâtre de l'Élysée à Lyon, production Ville de Lyon/Région Rhône Alpes/Bloc Opératoire
- Novembre 2002, création Othello au théâtre de la Croix-Rousse à Lyon, production Bloc opératoire/Théâtre de la Croix Rousse/Ville de Lyon/DRAC Rhône-Alpes/Région Rhône-Alpes
- Novembre 2001, tournée A gun for Electre à l'Hexagone, scène nationale de Meylan
- Octobre-novembre 2001, création Wanted Médée Dead or Alive aux Subsistances à Lyon, production Bloc opératoire/les Subsistances
- Mai 2001, tournée A gun for Electre à l'espace Malraux, scène nationale de Chambéry
- Avril 2001, tournée A gun for Electre à Bonlieu, scène nationale d'Annecy
- Novembre-décembre 2000, création A gun for Electre au théâtre de la Croix-Rousse à Lyon, production Bloc Opératoire/E. Meirieu/théâtre de la Croix-Rousse/DRAC Rhône Alpes/Ville de Lyon/Région Rhône-Alpes (réseaux ville)/Bonlieu Scène nationale/Espace Malraux Scène nationale
- Juillet 2000, tournée trilogie Les Chimères amères au Parc des expositions de Chalon-sur-Saône, programmation in du Festival national des artistes de la rue
- Avril-mai 2000, résidence de création et représentations au théâtre de la Croix-Rousse des trois volets de la trilogie Les Chimères amères, production Bloc Opératoire/Festival national des artistes de la rue de Chalon-sur-Saône/théâtre de la Croix-Rousse/Ville de Lyon
- Mars 2000, tournée Peter.:.. Pan ! (3e volet des Chimères amères) à Bonlieu, scène nationale d'Annecy dans le cadre de La Banane Bleue
- Février 2000, résidence de création aux abattoirs de Chalon-sur-Saône, création des trois volets de la trilogie Les Chimères amères, production Bloc opératoire/Festival national des artistes de la rue de Chalon-sur-Saône/théâtre de la Croix-Rousse/Ville de Lyon
- Octobre-novembre 1999, résidence de création et représentations Marilou Maman Machine (bonustrack des Chimères amères) au studio du théâtre de la Croix-Rousse à Lyon, production Bloc opératoire.
- Mars 1999, tournée Peter… Pan ! (3e volet des Chimères amères) aux Abattoirs de Chalon-sur-Saône
- Février 1999, création Peter… Pan ! (3e volet des Chimères amères) à l'Élysée à Lyon, production Bloc opératoire/l'Élysée
- Janvier 1999, bourse d'écriture fondation Beaumarchais/Résidence d'écriture Les abattoirs de Chalon-sur-Saône pour l'écriture de Peter… Pan ! (3e volet des chimères amères)
- Septembre-novembre 1998, création La Petite Fille au chalumeau aux Subsistances à Lyon (2e volet des Chimères amères), production Bloc opératoire/les Subsistances/Ville de Lyon

## Filmographie
- 2009 : Kaamelott (série télévisée), livre VI : Appius Manilius - 8 épisodes : Centurio, Præceptores, Miles ignotus, Dux Bellorum, Arturi Inquisito, Nuptiæ, Lacrimosa et Arturus Rex
- 2013 : Boulevard du Palais (série télévisée), saison 15, épisode 3 (Aimez-moi) : le médecin de famille de Nadia